# Арсений Глухой
Арсений Глухой  (или Селижаровец; 2-я пол. XVI века — после 1635), — монах, писатель, справщик Печатного двора. Вместе с преп. Дионисием и Иваном Наседкой участвовал в исправлении Требника (1616—1618).

## Биография
Во время своих странствий он изучил грамматику, «священную философию» (диалектику), латинский и греческий языки и, таким образом, принадлежал к образованнейшим инокам своего времени. Когда в 1616 г. предпринято было исправление богослужебных книг от «тьмочисленных» ошибок, вкравшихся в них благодаря невежеству прежних справщиков, Арсений, проживавший тогда в Троицко-Сергиевой лавре, был для сего дела назначен в помощь препод. Дионисию и попу Ивану Наседке. Дальновидный Арсений понимал, что исправление книг, освященных употреблением нескольких поколений, «простым людем будет смутно», что оно возбудит неудовольствие массы лиц, прикосновенных к печатанию прежних книг, и даже самого митрополита Ионы, заместителя патриаршего престола (Филарет был ещё в плену), который от этого дела был устранён; поэтому он всячески уклонялся от этого щекотливого поручения и даже самому Дионисию советовал: «откажи дело государю, не сделати нам того дела в монастыре, без митрополичьяго совета», но честолюбие Ивана Наседки, имевшего сильное влияние на Дионисия, взяло верх, и справщики приступили к рассмотрению и исправлению книг.
Сличая московские издания с несколькими десятками славянских и греческих списков, Арсений и его товарищи рассмотрели Требник в 1602 г., Цветную триодь, Октоих, Общую минею, Месячную минею, Псалтырь, Каноник и Церковный устав в 1610—1618 гг. Дионисий отвёз в Москву исправленный текст.
Что предвидел Арсений, то и случилось. Иона, недовольный тем, что исправление книг велось в Троицкой лавре, помимо него, и оскорблённый ещё тем, что справщики нашли ошибки в книгах, изданных уже при нём, созвал собор, который занялся не обсуждением исправлений, а осуждением справщиков: особенно ставилось им в вину то обстоятельство, что в молитве на день Богоявления Господня, которая в прежнем Потребнике кончалась словами: «сам и ныне, Владыко, освяти воду сию Духом твоим святым и огнём», справщики «вымарали» слово «и огнём». Все доказательства, приведенные Арсением и товарищами его в оправдание своё, не привели ни к чему; они были осуждены и подвергнуты целому ряду истязаний. После пытки в Вознесенском монастыре Арсений содержался в тяжком заключении на Кирилловском подворье. Во время этого заключения он написал два послания к боярину Борису Салтыкову и протопопу Ивану Лукьяновичу (последнее напечатано в статье Вишневского в «Правосл. обозрении», 1862 г., № 3). Послания эти яркими красками рисуют поразительное невежество московского духовенства того времени и содержат некоторые данные для составителя их биографии. В июле 1619 г. злополучные справщики по ходатайству патриарха Иерусалимского, гостившего тогда в Москве, были освобождены, а по возвращении Филарета, выбросившего слово «и огнём» в Требнике, Арсений снова был приставлен к книжному делу и долго работал на печатном дворе.